# Операция «Пасториус»
Операция «Пасториус» — провальный план немецкой разведки по проведению диверсий на территории США во время Второй мировой войны. Операция была организована в июне 1942 года и была направлена против стратегических объектов американской экономики. Начальником немецкого Абвера адмиралом Вильгельмом Канарисом операция была названа в честь Франца Даниэля Пасториуса — организатора первого организованного поселения немцев в Америке. К реализации плана были привлечены восемь немецких диверсантов, находившихся на территории США.
План провалился после того, как два агента — Джордж Джон Дэш (англ. George John Dasch) и Эрнест Петер Бургер (англ. Ernest Peter Burger) сдались представителям Федерального бюро расследований, предав остальных членов группы. Военный трибунал, конституционность которого была оспорена в Верховном суде в деле Ex parte Quirin, приговорил всех восьмерых членов диверсионной группы к смертной казни. Президент Франклин Д. Рузвельт смягчил приговоры Дэшу и Бургеру, а остальные шестеро были казнены. В 1948 г. Дэш и Бургер были помилованы президентом Гарри Трумэном при условии депортации в американскую оккупационную зону в Германии.
Еще 16 человек были обвинены в пособничестве тем, кто руководил операцией.

## Подготовка операции
После нападения Японии на Перл-Харбор 7 декабря 1941 г., последовавшего через четыре дня объявления Германией войны США, и ответного объявления Соединенными Штатами войны Германии, Адольф Гитлер санкционировал диверсионные операции против американской стороны и нападение на гражданские объекты с целью деморализации американского гражданского населения США. Руководство операциями было поручено шефу Абвера адмиралу Вильгельму Канарису — главе немецкой военной разведки. Во время Первой мировой войны Канарис проводил диверсии на французских объектах в Марокко, а в 1916 г. немецкие агенты проникли в США для нападения на нью-йоркские оружейные заводы, в том числе для уничтожения складов боеприпасов. Вильгельм Канарис рассчитывал на успех в проведении диверсионной операции «Пасториус».

## Агенты
Для участия в операции «Пасториус» были завербованы восемь немцев, проживавших в США. Двое из них, Эрнст Бургер и Герберт Хаупт (Herbert Haupt), были американскими гражданами. Остальные — Джордж Джон Дэш, Эдвард Джон Керлинг (англ. Edward John Kerling), Ричард Квирин (англ. Richard Quirin), Генрих Харм Хайнк (англ. Heinrich Harm Heinck), Герман Отто Нойбауэр (англ. Hermann Otto Neubauer) и Вернер Тиль (англ. Werner Thiel) — работали в США на различных должностях. Все восемь человек были завербованы Абвером и прошли трехнедельную интенсивную диверсионную подготовку в школе германского верховного командования в поместье Квенцзее (нем. Quenzsee), расположенном недалеко от Берлина. Агентов обучали изготовлению и применению взрывчатых веществ, зажигательных смесей, детонаторов, различных видов механических, химических и электрических устройств замедленного действия. Значительное время уделялось составлению «легенды», которую они должны были использовать в США. Их поощряли к общению на английском языке, чтению американских газет и журналов для совершенствования английского языка и знакомства с современными американскими событиями и культурой.
- Джордж Джон Дэш
- Эрнест Петер Бургер
- Герберт Гаупт
- Генрих Харм Хайнк
- Эдвард Джон Керлинг
- Герман Отто Нойбауэр
- Ричард Квирин
- Вернер Тиль

## Операция
В задачу группы входили диверсии на стратегических объектах американской экономики: гидроэлектростанции на Ниагарском водопаде; заводах «Американской алюминиевой компании» в Иллинойсе, Теннесси и Нью-Йорке; шлюзах на реке Огайо вблизи Луисвилля; заводе «Пенсалт Кемикалс» (на тот момент — «Пенсильванская компания по производству соли») в Корнуэллс-Хайтс; оживленном участке Пенсильванской железной дороги — важнейшей железнодорожной развязке и ремонтных мастерских вблизи Алтуны; заводе по производству криолита (сырья для производства фтора и алюминия); мосту Хелл-Гейт в Нью-Йорке; Пенсильванском вокзале в Ньюарке. Агентам также было поручено осуществить террористические действия и заложить взрывчатку на мостах, железнодорожных станциях, водоемах, в общественных местах и еврейских магазинах. Им выдали поддельные свидетельства о рождении, карточки социального страхования, удостоверения об отсрочке от призыва, около 175 тыс. долл., водительские удостоверения и посадили на борт двух подводных лодок для высадки на восточном побережье США.
Еще до начала операции она была под угрозой срыва, так как командир группы Джордж Дэш оставил в поезде секретные документы, а один из агентов, будучи пьяным, объявил посетителям парижской таверны, что он секретный агент.
В ночь на 12 июня 1942 г. первая подводная лодка U-202 высадила диверсионную группу в Амагансетте — примерно в 100 милях к востоку от Нью-Йорка на Лонг-Айленде, на месте нынешнего пляжа Атлантик-авеню. На борту лодки находились Дэш и еще три диверсанта (Бургер, Квирин и Хайнк). Команда сошла на берег в форме немецкого флота, чтобы в случае захвата их классифицировали как военнопленных, а не шпионов. В своём распоряжении группа имела взрывчатку, детонаторы и зажигательные вещества, которую спрятала вместе с формой и, переодевшись в гражданскую одежду, приступила к проведению операции против американского оборонного производства.
Когда Дэш был обнаружен среди дюн бойцом береговой охраны Джоном Калленом (англ. John C. Cullen), Дэш предложил Каллену взятку в размере 260 долл. Каллен притворился, что согласен принять взятку, но сообщил о встрече. Вооруженный патруль вернулся на место и обнаружил спрятанную взрывчатку, тогда как диверсионная группа отправилась по железной дороге Лонг-Айленда от станции Амагансетт до Манхэттена, где поселились в гостинице. После обнаружения взрывчатки за диверсантами развернулась охота.
Другая немецкая группа из четырех человек под командованием Керлинга 16 июня 1942 г. без происшествий высадилась с подводной лодки U-584 в Понте-Ведра-Бич, к югу от Джексонвилля. Диверсионная группа сошла на берег в купальных костюмах, но в немецких военно-морских шапках. После высадки на берег они выбросили шляпы, надели гражданскую одежду и приступили к выполнению операции, сев на поезда до Чикаго и Цинциннати.
Обе группы должны были встретиться 4 июля в гостинице в Цинциннати, чтобы скоординировать диверсионные операции.

## Предательство
Дэш позвал Бургера в номер на верхнем этаже отеля и, открыв окно, сказал, что они будут разговаривать, и если не договорятся, то «только один из нас выйдет через эту дверь, а другой вылетит в окно». Дэш сказал Бургеру, что не намерен выполнять задание, ненавидит нацизм и планирует сообщить о заговоре в ФБР. Бургер немедленно согласился с предложением.
15 июня Дэш позвонил в нью-йоркское отделение ФБР, чтобы объяснить, кто он такой, но прервал разговор, когда агент ФБР усомнился в его словах. Через четыре дня он сел на поезд до Вашингтона и вошел в штаб-квартиру ФБР, где обратился к помощнику директора Д. М. Лэдду (англ. D.M. Ladd), показав ему бюджет операции в размере 84 тыс. долл. Никто из остальных шести немецких агентов не знал о предательстве. В течение следующих двух недель Бургер и остальные шесть агентов были арестованы. Директор ФБР Эдгар Гувер не упоминал о том, что Дэш сдался сам, и ставил в заслугу ФБР раскрытие диверсионной группы.

## Суд и казнь
Поскольку они были пойманы до того, как успели что-либо предпринять, официальные лица поначалу не были уверены в том, как следует действовать в отношении диверсантов. Генеральный прокурор Фрэнсис Биддл полагал, что в лучшем случае немецкие диверсанты могут быть признаны виновными в заговоре и им грозит до трех лет тюрьмы, а Бургер и Хаупт могут быть судимы за государственную измену. В качестве альтернативы он предложил заключить их в тюрьму в качестве военнопленных до конца войны. Однако Рузвельт посчитал эти предложения неприемлемыми. Он заявил, что американцы виновны в государственной измене и поэтому подлежат военному трибуналу. Что касается немцев, то, по его словам, они утратили право на гражданский суд, поскольку «вели боевые действия на территории нашей страны». Затем Рузвельт заявил, что диверсанты должны быть немедленно казнены. Для этого он сообщил Биддлу, что воспользуется своими президентскими полномочиями и созовет военный трибунал для преследования диверсантов, чего не делалось со времен окончания Гражданской войны в США. Он направил Биддлу еще один меморандум, в котором подтвердил свои намерения.
 «Я хочу чётко дать понять, Фрэнсис. Я не выдам их ни одному маршалу Соединенных Штатов, вооруженному предписанием habeas corpus. Это ясно?» 
2 июля 1942 г. президент Рузвельт издал указ № 2561 о создании военного трибунала для судебного преследования нацистских диверсантов. Членам группы были предъявлены следующие обвинения:
Нарушение законов войны;
Нарушение статьи 81 Военного устава, определяющей преступление в виде переписки с врагом или передачи ему разведывательных данных;
Нарушение статьи 82 Военного устава, определяющей преступление шпионажа; и
Сговор с целью совершения преступлений, предусмотренных первыми тремя пунктами обвинения.
Суд проходил в зале заседаний № 1 на пятом этаже здания Министерства юстиции в Вашингтоне 8 июля 1942 г. Адвокаты обвиняемых, среди которых были Лосон Стоун (англ. Lauson Stone) и Кеннет Роял, пытались добиться рассмотрения дела в гражданском суде, но получили отказ от Верховного суда США в решении Ex parte Quirin, 317 U.S. 1 (1942), которое впоследствии было приведено в качестве прецедента для суда военной комиссии над любым комбатантом против Соединенных Штатов.
Суд над восемью обвиняемыми завершился 1 августа 1942 года. Через два дня все они были признаны виновными и приговорены к смертной казни. Рузвельт смягчил приговор Бургеру до пожизненного заключения, а Дэшу — до 30 лет, поскольку они сдались в плен и предоставили информацию об остальных. Остальные были казнены 8 августа 1942 г. на электрическом стуле на третьем этаже тюрьмы округа Колумбия и похоронены на поле в районе Блю Плейнс в вашингтонском районе Анакостия.

## Последствия
Провал операции «Пасториус» был поставлен в вину адмиралу Канарису Гитлером, и больше попыток диверсий в США не предпринималось. В оставшиеся годы войны немцы еще один раз засылали агентов в США на подводных лодках. В ноябре 1944 г. в рамках операции «Эльстер» (англ. Operation Elster) немецкая подводная лодка U-1230 отправила двух шпионов из Главного управления безопасности рейха на побережье штата Мэн для сбора информации об американском производстве. После месяца активной жизни в Нью-Йорке, но отсутствия активных действий один из них сдался ФБР, которое вскоре схватило других агентов. Оба были осуждены и приговорены к смертной казни, причем исполнение приговора откладывалось в течение всей войны, после чего наказание было заменено президентом Трумэном на пожизненное заключение.
В 1948 г. президент Гарри С. Трумэн помиловал Дэша и Бургера при условии, что они будут депортированы в американскую оккупационную зону в Германии. В Германии их считали предателями, по вине которых погибли товарищи. Даш умер в 1992 г. в возрасте 89 лет в Людвигсхафене, Германия. Бургер умер в 1975 году.
В 1960—1970-е гг. национал-социалистическая партия «Белый народ» установила несанкционированный памятник казненным шпионам в зарослях на юго-западе Вашингтона на территории Службы национальных парков. В течение нескольких десятилетий он оставался практически неизвестным и игнорировался, но в 2010 г. памятник был демонтирован.
Шестнадцать человек, включая мать и отца Герберта Хаупта, были арестованы за пособничество диверсантам. Последним был арестован лютеранский пастор Карл Креппер (англ. Carl Krepper) — член Немецко-американского бунда (англ. German-American Bund) и Немецко-американской бизнес-лиги (англ. German-American Business League), поддерживавшей бойкот еврейских предприятий. Креппер помогал создавать конспиративные квартиры для диверсантов. В марте 1945 г. он был признан виновным в торговле с врагом и заговоре с целью совершения диверсий и приговорен к 12 годам тюремного заключения. В 1951 г. он был досрочно освобожден и умер в 1972 г.